# Mont Hasan

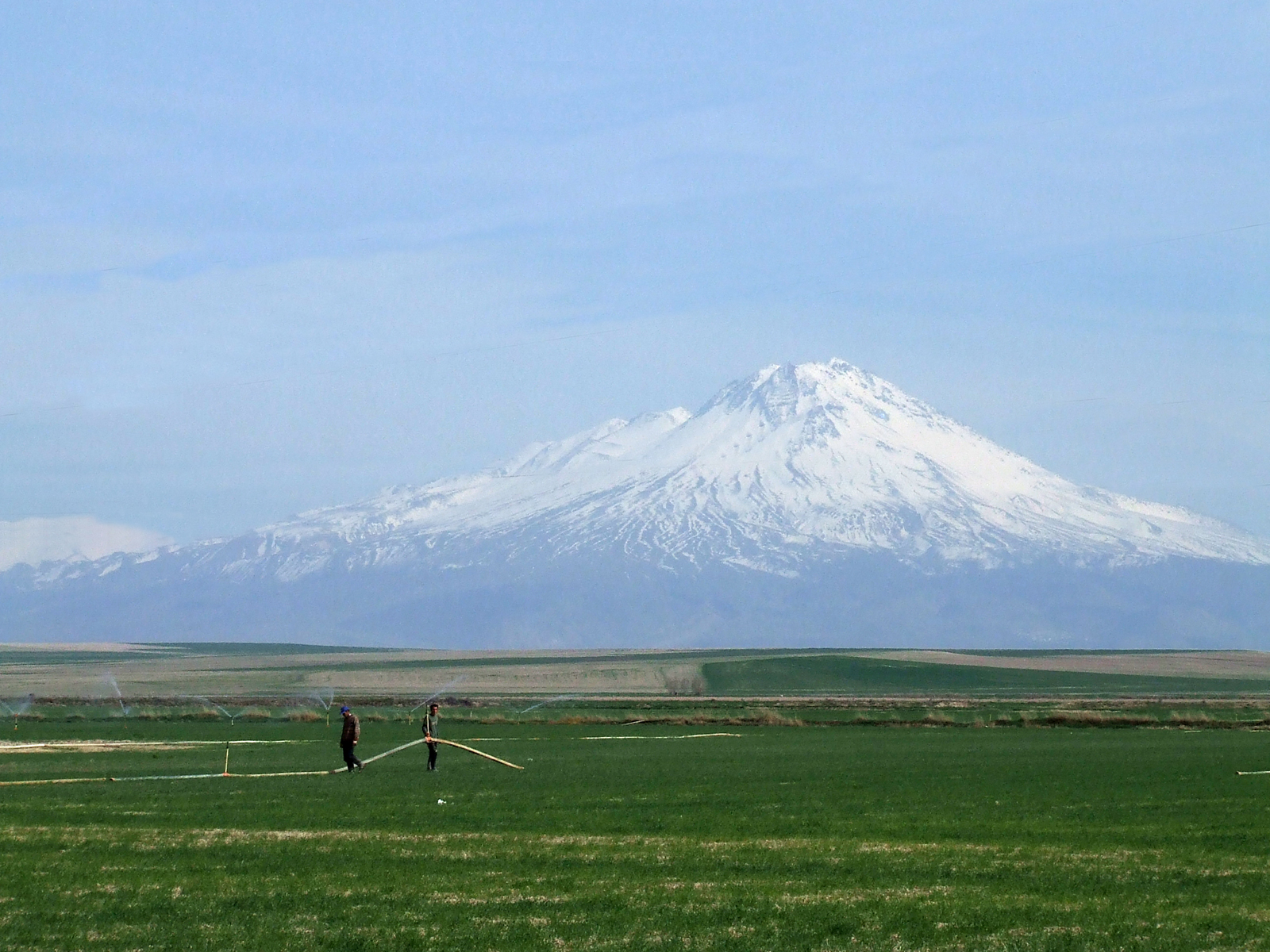
Mont Hasan

El Mont Hasan (en turc, Hasan Daği) és un volcà inactiu que es troba entre les províncies de Niğde i Aksaray, a Turquia. Amb una alçada de 3.253 m, és la segona muntanya més alta de l'Anatòlia central. Al voltant de l'any 7500 aC, es va formar una caldera d'entre 4 i 5 quilòmetres prop de l'actual cim, erupció gravada en pintures neolítiques de la zona.
Els habitants de l'antic assentament de Çatalhöyük recollien obsidiana dels voltants del mont Hasan, que després venien a altres assentaments a canvi d'articles de luxe. S'han trobat miralls i escates d'obsidiana a la zona. La importància del mont Hasan Dağ per a la gent de Çatalhöyük es demostra en un mural en el qual es representa el mont elevant-se sobre les cases de l'assentament.
Es necessiten al voltant de sis hores a peu per a pujar al cim de la muntanya, ja que no s'hi pot accedir amb cotxe. Des del cim es pot contemplar l'altiplà d'Anatòlia central, inclosa la Capadòcia.